# Jettenbach (Oberbayern)

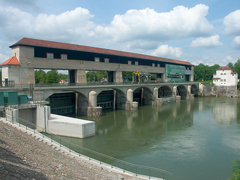
Jettenbacher Wehr

Jettenbach ist eine Gemeinde im oberbayerischen Landkreis Mühldorf am Inn. 

## Geografie

### Geografische Lage
Die Gemeinde liegt in der Region Südostoberbayern im Alpenvorland im Tal des Inn. Die Ortschaft befindet sich rund 20 km nordöstlich von Wasserburg, 18 km südwestlich der Kreisstadt Mühldorf und nur 7 km von Waldkraiburg entfernt.
Jettenbach verfügt über einen direkten Anschluss an das Bahnnetz der Südostbayernbahn. Am Jettenbacher Wehr beginnt der Innkanal, der das Kraftwerk Töging speist.

### Gemeindegliederung
Es gibt 12 Gemeindeteile (in Klammern ist der Siedlungstyp angegeben):
- Aderberg (Einöde)
- Gänsberg (Einöde)
- Grafengars (Kirchdorf)
- Haberthal (Einöde)
- Hinteröd (Einöde)
- Holzhausen (Einöde)
- Jettenbach (Pfarrdorf)
- Oberhöhenberg (Einöde)
- Pfaffenberg (Einöde)
- Piesenham (Weiler)
- Schrottwinkl (Einöde)
- Unterhöhenberg (Einöde)

Es gibt nur die Gemarkung Jettenbach.

### Nachbargemeinden
- Gars
- Aschau am Inn
- Waldkraiburg
- Kraiburg am Inn
- Unterreit

## Geschichte

### Bis zur Gemeindegründung
Jettenbach in Oberbayern gehörte den Grafen Toerring-Jettenbach. Der Ort war Teil des Kurfürstentums Bayern und bildete eine geschlossene Hofmark, deren Sitz Schloss Jettenbach war. Im Zuge der Verwaltungsreformen in Bayern entstand mit dem Gemeindeedikt von 1818 die heutige Gemeinde.

### 19. Jahrhundert
Durch die Eröffnung der Bahnstrecke Rosenheim–Mühldorf erhielt Jettenbach am 1. Mai 1876 Anschluss an das Eisenbahnnetz.

### Einwohnerentwicklung
Zwischen 1988 und 2018 sank die Einwohnerzahl von 734 auf 718 um 16 Einwohner bzw. um 2,2 %.
| Jahr      | 1970 | 1987 | 1991 | 1995 | 2000 | 2005 | 2010 | 2015 |
| Einwohner | 645  | 722  | 758  | 734  | 743  | 738  | 708  | 731  |

## Politik und Öffentliche Verwaltung
Die Gemeinde ist Mitglied der Verwaltungsgemeinschaft Kraiburg am Inn.

### Gemeinderat und Bürgermeisterin
Der Gemeinderat besteht aus neun Personen, der ersten Bürgermeisterin und den bei der Gemeinderatswahl 2020 gewählten acht Gemeinderäten, drei Frauen und fünf Männern.
Erste Bürgermeisterin ist Maria Maier (Jettenbacher Wählergemeinschaft). Sie wurde am 25. Juni 2017 mit 90,2 Prozent der gültigen Stimmen bei einer Wahlbeteiligung von 50,6 Prozent gewählt.

### Wappen
| Wappen von Jettenbach (Oberbayern) | Blasonierung: „Unter blauem Schildhaupt, darin ein waagrecht liegendes silbernes Flammenschwert mit goldenem Griff, in Silber drei zwei zu eins gestellte rote Rosen mit goldenen Butzen.“ |
| Wappen von Jettenbach (Oberbayern) | Wappenbegründung: Die drei Rosen stammen vom Wappen des oberbayerischen Adelshauses der Toerring, die bis heute im Ort und der Umgebung Grundbesitz haben und im Laufe der Geschichte große Bedeutung für Jettenbach hatten. Das Flammenschwert verweist auf den heiligen Michael, der Patron einer der Kirchen im Gemeindegebiet ist. Dieses Wappen wird seit 1974 geführt. |

### Gemeindefinanzen
Im Jahr 2017 betrugen die Gemeindesteuereinnahmen 616.000 €, davon waren 71.000 € die Gewerbesteuereinnahmen (netto).

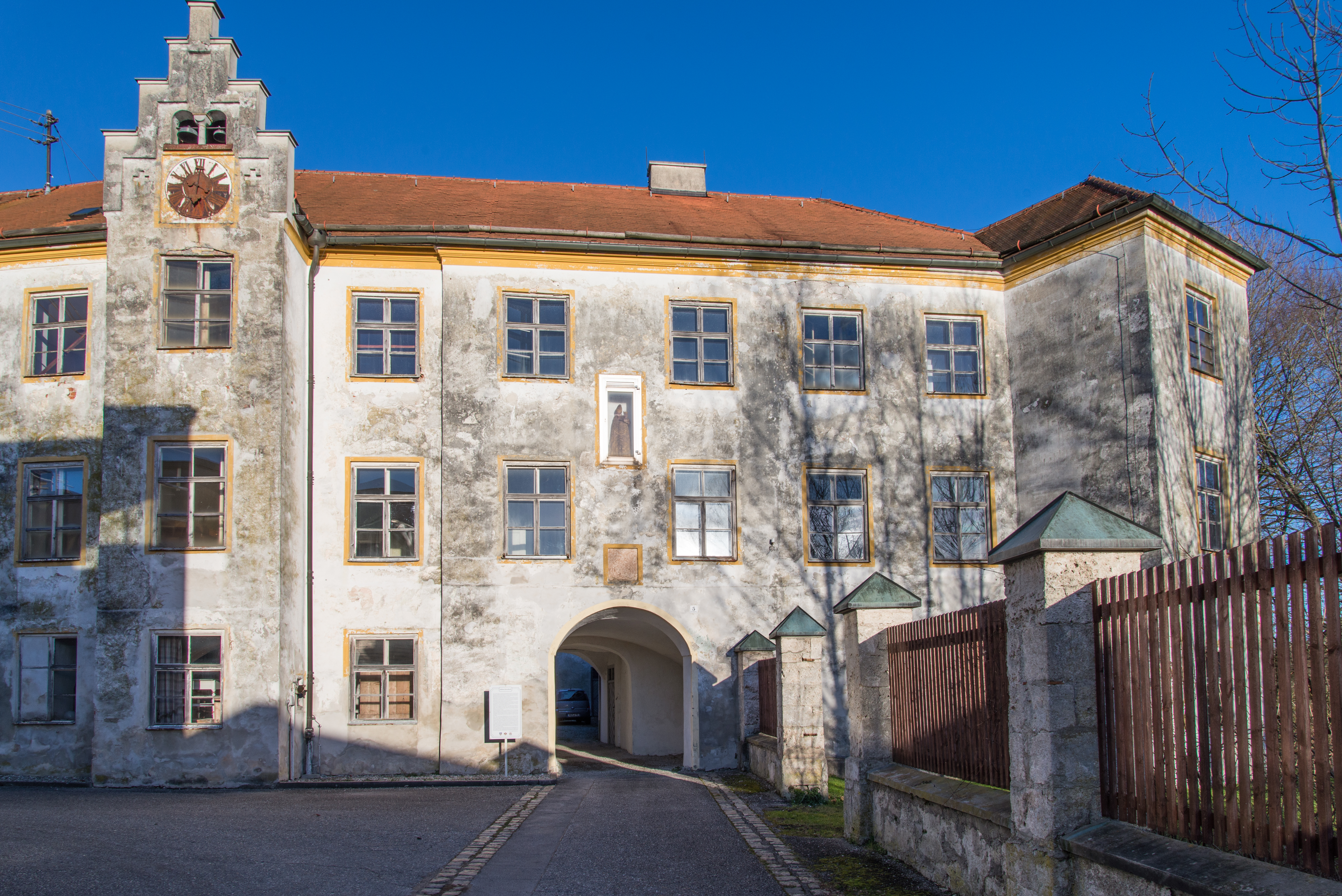
Schloss Jettenbach

### Gemeindepartnerschaft
Saint-Saturnin in der französischen Landschaft Auvergne ist seit 1978 Partnergemeinde Jettenbachs.

## Wirtschaft und Infrastruktur

### Wirtschaft
Es gab 2017 im Bereich der Land- und Forstwirtschaft, im produzierenden Gewerbe und im Bereich Handel und  Verkehr keine sozialversicherungspflichtig Beschäftigte am Arbeitsort. Öffentliche und private Dienstleister am Arbeitsort beschäftigten elf sozialversicherungspflichtig Beschäftigte. Am Wohnort gab es insgesamt 287 sozialversicherungspflichtig Beschäftigte. Im verarbeitenden Gewerbe (sowie Bergbau und Gewinnung von Steinen und Erden) sowie im Bauhauptgewerbe gab es keine Betriebe. Im Jahr 2016  bestanden zudem 14 landwirtschaftliche Betriebe mit einer landwirtschaftlich genutzten Fläche von insgesamt 358 ha. Davon waren 264 ha Ackerfläche.
Jettenbach hat einen Haltepunkt an der Bahnstrecke Rosenheim-Mühldorf.

### Bildung
Es gibt folgende Einrichtungen (Stand: 2018):
- Einen Kindergarten mit 28 Kindergartenplätzen, in dem 19 Kinder betreut und gefördert werden
- Den Obermeierhof – Musische Bildungs- und Begegnungsstätte des Bund der Pfadfinder*innen (BdP), Bayerisches Schullandheim

## Söhne und Töchter der Gemeinde
- Ignaz von Törring (1682–1763), Staatsmann und Militär
- Hansjörg Maurer (1891–1959), Redakteur und Veterinär